# Mareike Carrière
Mareike Carrière (Hannover, 26 luglio 1954 – Amburgo, 17 marzo 2014) è stata un'attrice tedesca, che fu attiva in campo cinematografico, televisivo e teatrale.
Tra cinema e televisione, partecipò, a partire dalla fine degli anni settanta, a circa una cinquantina di produzioni
Tra i suoi ruoli più noti, figurano quello di Ellen Wegener nella serie televisiva poliziesca 14º Distretto (Großstadtrevier, 1986-1994), quello di Kathrin Brockmann nella serie televisiva Praxis Bülowbogen  (1987-1996), quello di Giulia nella miniserie italiana L'avvocato delle donne (1996), quello di Vera Herzog nella serie televisiva Die Schule am See (1997-2000) e quello di Gerda Wiesenkamp nella serie televisiva Was nicht passt wird passend gemacht - Die Serie (2003-2007).
Mareike Carrière, che era ambasciatrice UNICEF , era sorella dell'attore Mathieu Carrière. Anche la sorella maggiore Till, morta nel 1979, era attrice.

## Biografia
Era la figlia di Bern Carrière (1921-2015), noto psicologo e psichiatra, e Jutta Mühling (1920-2012), assistente radiologa

### Morte
È morta nel 2014 all'età di 59 anni a seguito di un tumore.

### Vita privata
Viveva ad Amburgo con il marito Gerd Klement, con cui era sposata dal 1997. In precedenza (1981-?), era stata sposata con il produttore cinematografico Joachim von Vietinghoff.

## Filmografia

### Cinema
- Taugenichts, regia di Bernhard Sinkel (1978)
- Un second souffle, regia di Gérard Blain (1978)
- Yerma, regia di Barna Kabay e Imre Gyöngyössy (1984)
- Abschied in Berlin (1985)
- Marie Ward - Zwischen Galgen und Glorie (1985)
- Zugzwang (1989)
- The Rosegarden (1989)
- Maihime, regia di Masahiro Shinoda (1991)
- Unkenrufe (2005)
- Abendlied (2009)
- A Dangerous Method, regia di David Cronenberg (2011)

### Televisione
- Drei Damen vom Grill (serie TV, 3 episodi, 1980-1982)
- Der Poltergeist (1981)
- Il caso Maurizius (Der Fall Maurizius), regia di Theodor Kotulla (1981)
- Tatort (serie TV, 1 episodio, 1981)
- Bekenntnisse des Hochstaplers Felix Krull (miniserie TV, 1982)
- Die Zeiten ändern sich (miniserie TV, 1983)
- Christian Rother - Bankier für Preussen (1986)
- 14º Distretto (Großstadtrevier, serie TV, 64 episodi, 1986-1994)
- Praxis Bülowbogen  (serie TV, 47 episodi, 1987-1996)
- I promessi sposi (miniserie TV, 1989)
- L'ispettore Sarti (1993)
- Glückliche Reise (serie TV, 2 episodi, 1993)
- Fast wie Ferien (1995)
- L'avvocato delle donne, regia di Andrea Frazzi ed Antonio Frazzi (1996)
- Schuldig auf Verdacht (1996)
- Pardaillan (1997)
- Die Schule am See - serie TV, 19 episodi (1997-2000)
- Arrivederci Neda (Das Mädchen aus der Fremde, 1999), regia di Peter Reichenbach
- Die Schule am See (serie TV, 19 episodi, 1997-2000)
- Guardia costiera (Küstenwache, serie TV, 1 episodio, 2000)
- Die Katzenfrau (2002)
- Der Verehrer (2002), regia di Dagmar Damek
- Pommery und Putenbrust (2002)
- SOKO 5113 (serie TV, 1 episodio, 2003)
- Pommery und Hochzeitstorte (2005), regia di Manfred Stelzer
- Das Zimmermädchen (2005), regia di Matthias Tiefenbacher
- Pommery und Leichenschmaus (2006)
- Afrika - Wohin mein Herz mich trägt (2006), regia di Michael Steinke
- Was nicht passt wird passend gemacht - Die Serie (serie TV, 16 episodi, 2003-2007)
- Kein Geld der Welt, regia di Berno Kürten (2007)
- Tatort serie TV, 1 episodio (2007)
- Katie Fforde - Eine Liebe in den Highlands, regia di John Delbridge (2010)
- Gottes mächtige Dienerin (2011)

## Doppiatrici italiane
- Ne L'avvocato delle donne, Mareike Carrière è stata doppiata da Fabrizia Castagnoli[12][13]